# لاجیکا
لاجیکا (انگلیسی: Logica) شرکت فناوری اطلاعات بریتانیایی است، که در سال ۱۹۶۹ تأسیس شد.